# جناتزانو
جناتزانو (به ایتالیایی: Genazzano) یک کومونه در ایتالیا است که در استان رم واقع شده‌است.

## خصوصیات
جناتزانو ۳۲٫۰۴ کیلومترمربع مساحت و ۵٬۹۸۶ نفر جمعیت دارد و ۳۷۵ متر بالاتر از سطح دریا واقع شده‌است.